# Miková
Miková es un municipio del distrito de Stropkov en la región de Prešov, Eslovaquia, con una población estimada a final del año 2024 de 136 habitantes.
Se encuentra ubicado al noreste de la región, cerca del río Ondava (cuenca hidrográfica del río Tisza) y de la frontera con  Polonia.

## Celebridades
- Los padres de Andy Warhol eran oriundos de aquí y desde aquí emigraron a Estados Unidos.

## Demografía
| Año        | 1994 | 2004    | 2014    | 2024    |
| ---------- | ---- | ------- | ------- | ------- |
| Población  | 175  | 158     | 148     | 136     |
| Diferencia |      | −9,71 % | −6,32 % | −8,10 % |

| Año        | 2023 | 2024    |
| ---------- | ---- | ------- |
| Población  | 133  | 136     |
| Diferencia |      | +2,25 % |